# Het Nkik
Het Nkik a Csillagok háborúja elképzelt univerzumának egyik szereplője.

## Leírása
Het Nkik a dzsava fajhoz tartozó férfi, aki a galaktikus polgárháború idején élt a Tatuin nevű bolygón. 0-ban egy birodalmi rohamosztagos megöli.
Ennek a 96 centiméter magas dzsavának a szemszíne sárga. A Nkik klánba tartozott. Legjobb barátja és rokona Jek Nkik volt, akit szintén egy birodalmi rohamosztagos ölt meg.

## Élete
Het Nkik egy szabad gondolkodású, szabadságharcos dzsava volt. A legtöbb fajtársától eltérően Het Nkik nem tartotta a dzsavákat gyengéknek, a taszkenek és a Galaktikus Birodalom zsákmányának. Szerinte a dzsaváknak nem szabad tűrniük az elnyomást, vissza kell vágniuk az elnyomóiknak. Ezt a hitét a többi dzsava tiltakozására Y. e. 2-ben megerősítette azzal, hogy legjobb barátjával, Jek Nkikkel megjavítottak egy E522-es gyilkos droidot (E522 assassin droid), amelyet aztán Lady Valariannak a helység csempészfejedelmének adták el. Egyszer egyes egyedül sikerült neki elkergetnie néhány taszkent, így megmentve életét.
0-ban, miután egy birodalmi rohamosztagos megölte Jek Nkiket, Het Nkik bosszút esküdött, ezzel fajtársait is bátorságra buzdítva. Hrar Kkaktól szerzett egy DL-44-es lézer-maroklőfegyvert (DL-44 heavy blaster pistol) és elment Mos Eisleyre, ahol egy birodalmi kaszárnya volt. Megérkezésekor bement a Chalmun kantinba valamit inni. A katinban a ranat Reegesktól vásárolt egy taszken harci szerencsetárgyat, de nem vette észre, hogy a vásár alatt a ranat ellopta a fegyver energiaadóját. Kicsit később Het Nkik kiment a katinból és birodalmi rohamosztagosokkal került szembe. Elővette fegyverét, de az nem akart lőni. A fegyver láttára az 1047-es számú birodalmi rohamosztagos lelőtte Het Nkiket.

## Megjelenése a filmekben, könyvekben
Ezt a dzsavát az „Egy új remény” című filmben láthatjuk először. Het Nkik az alábbi könyvekben is szerepel vagy meg van említve:
- When the Desert Wind Turns: The Stormtrooper's Tale
- Swap Meet: The Jawa's Tale
- Trade Wins: The Ranat's Tale
- At the Crossroads: The Spacer's Tale
- One Last Night in the Mos Eisley Cantina: The Tale of the Wolfman and the Lamproid

## Fordítás
- Ez a szócikk részben vagy egészben a Het Nkik című Wookieepedia-szócikk fordítása. Az eredeti cikk szerkesztőit annak laptörténete sorolja fel.